# Хоя грушолиста
Хоя грушолиста (Hoya pyrifolia) — вид рослин з родини барвінкових (Apocynaceae). Етимологія: лат. pyrum — «груша», folium — «листя». Новий вид описаний за результатами філогенетичного аналізу. Морфологічно новий вид можна відрізнити від найближчих родичів за грушоподібними злегка запушеними листками, а також 4-квітковими суцвіттями.

## Поширення й екологія
Вид ендемічний для гори Гаолігонг у округах Лонлінг та Іньцзян провінції Юньнань, Китай. Цей епіфіт росте на стовбурах дерев у середньогірних вічнозелених лісах на висотах від 1850 до 2150 метрів.

## Опис рослини
Стебло до 60 см завдовжки й 3–4 мм у діаметрі. Листя грушоподібне, 10–14 мм × 4–7 мм, злегка запушене зверху й голе знизу; основа тупа або округла; вершина округла або усічена; серединна жила відсутня зверху й затемнена знизу. Суцвіття 4-квіткове. Чашолистки завдовжки 4 мм. Віночок рожевий. 